# Indigo (teinture)
Pour les articles homonymes, voir indigo (homonymie) et indigotine.
L’indigo ou indigotine est un composé organique hétérocyclique azoté, chef de file de la famille des colorants indigoïdes et lui-même employé comme colorant. Il est doublement référencé dans le Colour Index, sous le numéro C.I. 73000 avec les dénominations « C.I. Vat Blue 1 » et « C.I. Pigment Blue 66 » lorsqu'il est d'origine synthétique, et sous le numéro C.I. 75780 avec les dénominations « C.I. Natural Blue 1 » et « indigotine » lorsqu'il est d'origine naturelle.
L'indigo désigne historiquement la matière colorante bleu-violacé extraite des feuilles et des tiges de l'indigotier. À partir de la fin du XIXe siècle, les chimistes montrèrent que la couleur bleu-indigo extraite de diverses plantes tinctoriales (l'indigotier mais aussi le pastel des teinturiers en Europe, la renouée des teinturiers en Chine, le Strobilanthes cusia en Asie du Sud-Est, le gara Philenoptera cyanescens en Afrique) correspondait à un même colorant nommé indigotine ou indigo. Les différentes teintures ne se distinguaient que par la nature des impuretés qu'elles recelaient. La langue s'est ensuite adaptée au progrès des connaissances, généralisant l'appellation de « plantes à indigo » aussi bien pour l'indigotier que pour le pastel, la renouée ou le gara. L'indigo est utilisé comme teinture dans de nombreux domaines.

## Histoire
En 2016, l'usage le plus ancien connu de l'indigo pour teinter les vêtements remonte à 6 000 ans au Pérou.
L'indigo véritable était importé en Europe depuis l'Inde durant l'antiquité gréco-romaine. Pendant des siècles, la seule teinture naturelle bleue à pouvoir être produite en Europe a été le pastel des teinturiers. À partir du XVIIe siècle, l'indigo est importé depuis les colonies du Nouveau Monde puis d'Inde où sa culture à grande échelle dans des indigoteries le rendit très compétitif. Il supplante le pastel et ruine les économies européennes qui en dépendaient (dans le sud-ouest de la France notamment).
Les autres matériaux colorants bleus étaient principalement des pigments rares, chers et ne permettant pas de teindre les tissus : l'azurite est un minéral, le bleu égyptien un verre coloré de cuivre, l'outremer du lapis-lazuli broyé, le smalt un verre coloré au cobalt, le bleu de Prusse le premier bleu synthétique découvert en 1706. Tous sont principalement utilisés en peinture.
En 1882, Adolf von Baeyer et Viggo Drewsen proposent la première méthode de synthèse de l'indigotine à partir du 2-nitrobenzaldéhyde et de l'acétone. Cette méthode est restée sous le nom de synthèse de Baeyer-Drewsen de l'indigo.

## Chimie

### Propriétés physico-chimiques
L'indigo(tine) se présente sous la forme d'une poudre cristalline bleu foncé qui se sublime entre 390 °C et 392 °C. Elle est insoluble dans l'eau, l'éthanol ou l'éther, mais soluble dans le chloroforme, le nitrobenzène ou l'acide sulfurique concentré et très soluble dans le diméthylsulfoxyde (DMSO).

### Structure
La molécule d'indigo(tine) est une structure symétrique formée  grosso modo de deux molécules d'isatine connectées par une double liaison carbone-carbone en position 1,1'. Elle est structurellement très proche de deux autres colorants indigoïdes :
- le carmin d'indigo, qui dérive de l'indigo par insertion de deux groupements sulfonate en position 5 et 5' ;
- le 6,6'-dibromoindigo (en), composé majoritaire de la pourpre de Tyr, obtenu par insertion de deux atomes de brome en position 6 et 6'.

### Réactivité
Plusieurs composés plus simples peuvent être produits par décomposition de l'indigo, notamment l'aniline et l'acide picrique. La seule réaction chimique réellement utile en pratique est la réduction de l'indigo par l'urée en indigo blanc. L'indigo blanc est ensuite réoxydé en indigo après avoir été appliqué au produit.
L'indigo traité par l'acide sulfurique produit une couleur bleu-vert. Cette couleur est apparue durant le XVIIIe siècle et a été désignée sous le nom de bleu de Saxe ou carmin d'indigo.

L'indigo est un bleu foncé et il ne contient pas de trace de violet.
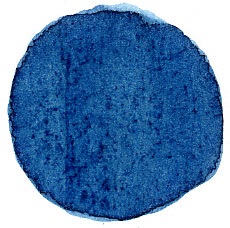
Colorant extrait de l'indigotier déposé sur une feuille de papier.
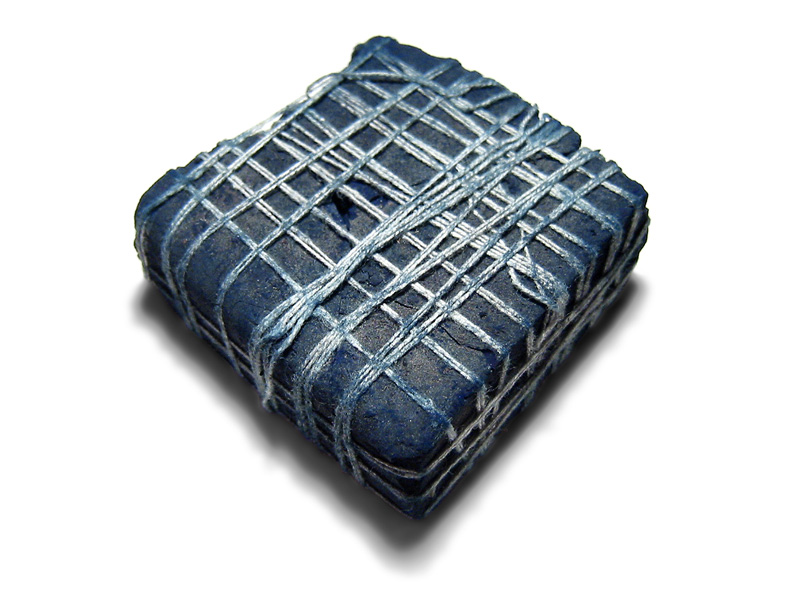
Pavé d'extrait d'indigo séché provenant de l'Inde.
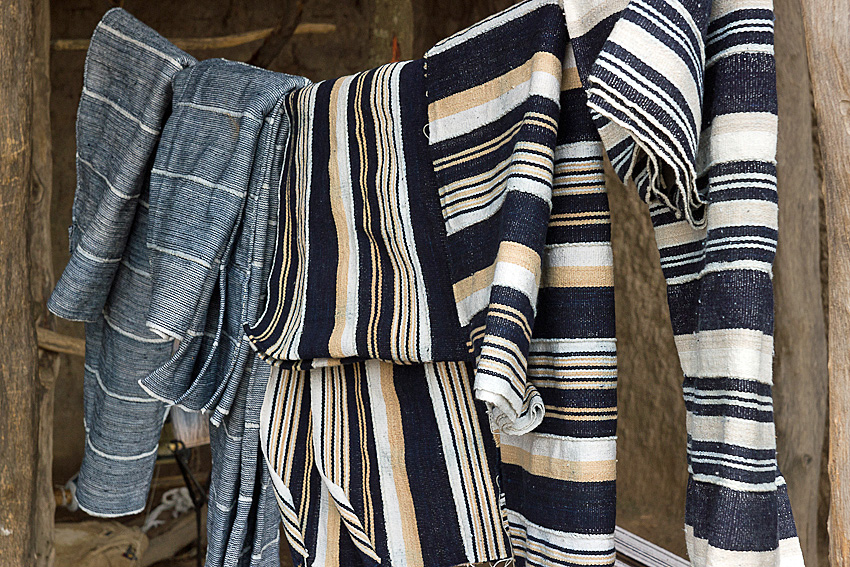
Tissages de coton indigo au Burkina Faso.
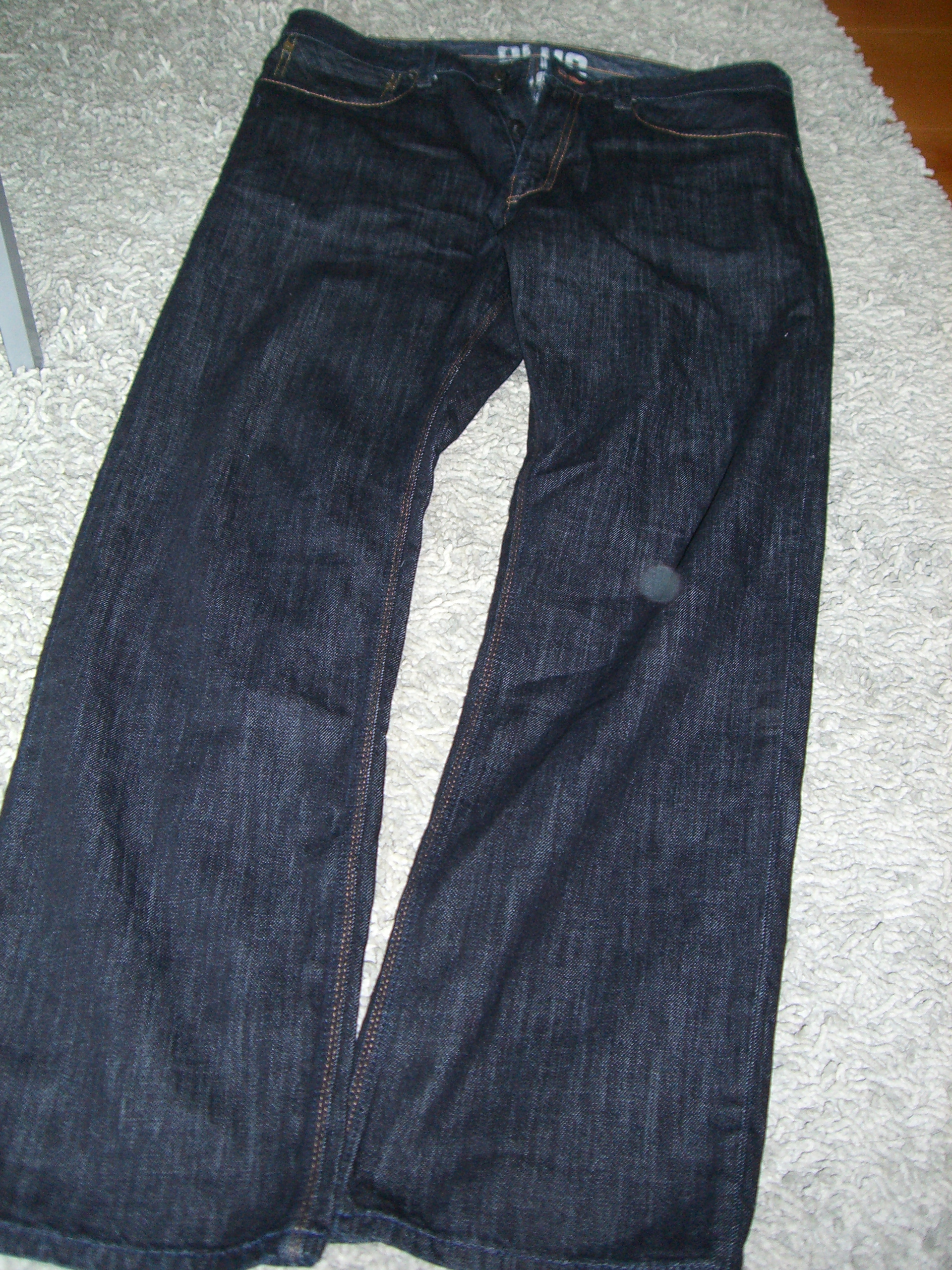
Un blue jean classique coloré à l'indigotine.

## Production

### Production naturelle

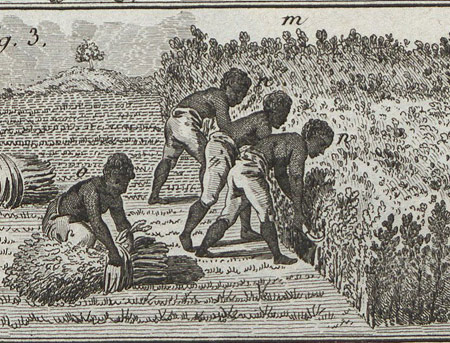
Récolte de l'indigo (le terme désigne aussi la plante Indigofera tinctoria).

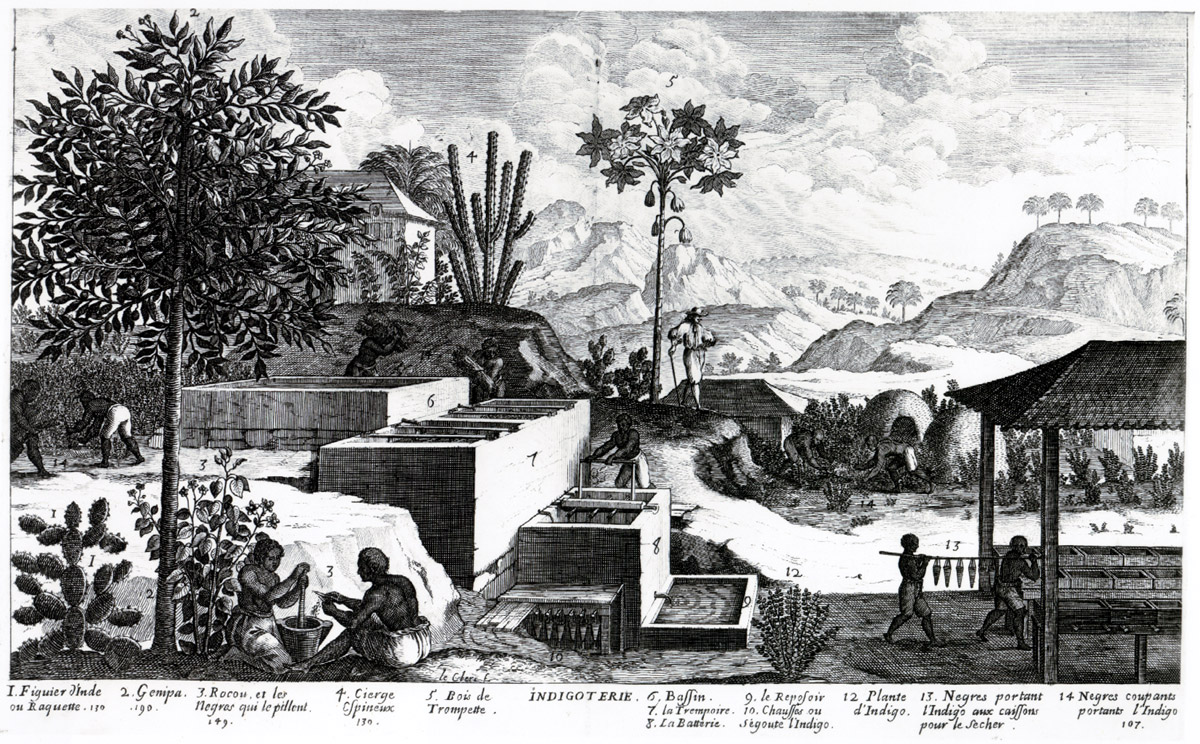
Indigoterie : série de bassins permettant d'extraire l'indigo (Jean-Baptiste du Tertre Histoire générale des Antilles 1667).

Au moins 3 substances naturellement présentes dans certains végétaux sont les précurseurs primaires du colorant: L'indican (dans les indigoferas, le pastel des teinturiers, et la renouée des teinturiers, entre autres), et les Isatan A et Isatan B dans le pastel des teinturiers. Les précurseurs primaires sont dégradés par divers processus en précurseur secondaire (+ d'autres molécules), l'indoxyle, qui, en s'oxydant, se dimérise et forme l'indigotine (pigment).
L'indican était autrefois extrait de certaines feuilles fermentées et hydrolysées, provenant de végétaux tels que le pastel des teinturiers ou guède cultivé en Europe ou les indigotiers des empires coloniaux à partir du XVIIe siècle. L'indican peut facilement être hydrolysé en β-D-glucose et indoxyle. Une oxydation douce, par exemple une simple exposition à l'air, transforme l'indoxyle en indigo.
La Schizophyllum commune produit aussi de l'indigo. Dès la fin du XXe siècle la question de l'exploitation par la biotechnologie est posée.

### Synthèse et production industrielle
Un premier procédé de manufacture fut développé dans les années 1860 par Adolf von Baeyer ; un indigo synthétique dit bleu d'indanthrone fut vendu après 1900 par BASF, et amélioré dans les années 1920. Ce procédé est toujours utilisé. L'indoxyle y est synthétisé par fusion du phénylglycinate de sodium dans un mélange d'hydroxyde de sodium et d'amidure de sodium, mais cette méthode est coûteuse et présente une empreinte écologique, carbone et énergétique forte, raison pour laquelle la couleur « indigo » est souvent plutôt fabriquée par un mélange de pigments bleus (outremer, bleu phtalo) et noirs. 
En 2020, on cherche à produire un colorant indigo via des procédés écologiquement plus soutenables, sans aniline ni pétrole, ni à haute température, ni en consommant du formaldéhyde et du cyanure). Selon Tammy Hsu, « à l'échelle mondiale, environ 20 % de la pollution industrielle de l'eau provient de la teinture des tissus ». Parmi les pistes d'alternatives issues de la biomimétique figure la fermentation microbienne, testée par une start-up californienne (Huue, à Berkeley) avec des bactéries Escherichia coli génétiquement modifiées pour fabriquer le colorant comme il l'est dans les plantes, sans produits chimiques toxiques.